# 海上联合-2012
“海上联合-2012”中俄联合军事演习简称“海上联合-2012”，是中國及俄羅斯于2012年4月22日至27日在山东省青岛市附近黄海水域聯合举办的軍事演習。海上联合-2012演习的课题是“海上联合防御和保交作战”，进行了包括联合护航、联合防空、联合反潜、联合反劫持、联合搜救、联合补给和对海、对潜、对空实弹射击等内容的演练。此次演习按照作战筹划、实兵演习、海上阅兵和交流研讨四个阶段组织，设立联合导演部，中方总导演为海军副司令员丁一平解放军海军中将，俄方总导演为俄海军副参谋长列昂尼德·苏哈诺夫海军少将。
海上联合-2012参演雙方共派出約四千名士兵，超過二十艘戰艦參與。中方参演兵力包括驱逐舰、护卫舰、导弹快艇、综合补给舰、医院船等水面舰艇16艘、潜艇2艘，固定翼飞机13架及直升机5架，其中水面舰艇包括“哈尔滨”号导弹驱逐舰、“沈阳”号导弹驱逐舰、“福州”号导弹驱逐舰、“泰州”号导弹驱逐舰、“洛阳”号导弹护卫舰、“绵阳”号导弹护卫舰、“益阳”号导弹护卫舰、“舟山”号导弹护卫舰、“徐州”号导弹护卫舰、“洪泽湖”号综合补给舰及“岱山岛”号医院船。俄方参演兵力包括巡洋舰、反潜舰、拖船、补给舰等7艘，直升机4架，其中水面舰艇包括“瓦良格”號导弹巡洋艦、“沙波什尼科夫海軍元帥”號反潛艦、“維諾格拉多夫海軍上將”號反潛艦及“特里布茨海軍上將”號反潛艦等。